# Benedetto Erba-Odescalchi
Benedetto Erba-Odescalchi (Como, 7 de agosto de 1679 - Milão, 13 de dezembro de 1740) foi um cardeal do século XVIII

## Biografia
Nasceu em Como em 7 de agosto de 1679. De uma família antiga e nobre. Filho do senador Antonio Maria Erba (ou Herba), patrício milanês e marquês de Mondonico (filho de Lucrezia Odescalchi, irmã do Papa Inocêncio XI), e sua segunda esposa, Teresa Turconi. Ele foi batizado no mesmo dia de seu nascimento pelo padre Carlo Antonio Pietro na igreja de S. Domenico, Como, com o nome de Benedetto Gaetano Giuseppe. Ele assumiu o sobrenome Odescalchi porque o último homem daquela família, um primo de seu pai chamado Livio Odescalchi, não teve filhos e em 1709 ele e seus irmãos adotaram esse sobrenome. Ele tinha quatro irmãos: Girolamo, Alessandro, Baldassare e Innocenzo. Sobrinho-neto do Papa Inocêncio XI, por parte de mãe. Tio do cardeal Antonio Maria Erba-Odescalchi (1759). Tio-avô do Cardeal Carlo Odescalchi, S.J. (1823). Seu sobrenome também está listado como Odescalchi-Erba; e como Odescalchus-Herba.
Estudou retórica, filosofia e teologia no Seminário Maior de Milão; continuou seus estudos no Seminário Romano ; e mais tarde, estudou na Universidade de Pavia, onde obteve o doutorado in utroque iure , direito canônico e civil, em 23 de fevereiro de 1700.
Recebeu as insígnias do caráter clerical em 28 de fevereiro de 1689; e a primeira tonsura em 28 de novembro de 1689. Referendário dos Tribunais da Assinatura Apostólica da Justiça e da Graça em 1706. Prelado doméstico de Sua Santidade. Relator da SC de Bom Governo, 1º de janeiro de 1708. Vice-legado em Ferrara, 18 de abril de 1709. Vice-legado em Bolonha, de 31 de julho de 1710 até 10 de setembro de 1710. Recebeu as ordens menores em 29 de setembro de 1711; o subdiaconato em 4 de outubro de 1711; e o diaconato em 11 de outubro de 1711; recebeu todas elas do Cardeal Lorenzo Casoni.
Ordenado em 18 de outubro de 1711, também pelo cardeal Casoni. Atribuído à igreja paroquial de São Sátiro de Milão.
Eleito arcebispo titular de Tessalônica, em 18 de dezembro de 1711. Consagrado, em 3 de janeiro de 1712, na igreja de Santo Spirito in Sassia, Roma, pelo cardeal Fabrizio Paolucci, vigário de Roma, auxiliado por (sem informações encontradas). Na mesma cerimônia foi consagrado Sinibaldo Doria, arcebispo titular de Patrae, comendador do Santo Spirito. Núncio na Polônia, em 25 de janeiro de 1712. Assistente do Trono Pontifício, em 25 de janeiro de 1712. Depois de viajar por Viena e Cracóvia, chegou a Varsóvia em 22 de abril de 1712. Transferido para a sede metropolitana de Milão, em 5 de outubro de 1712; chegou à sé em fevereiro de 1714. Recebeu o pálio em 27 de novembro de 1712.
Criado cardeal sacerdote no consistório de 30 de janeiro de 1713; o papa enviou-lhe o barrete vermelho com um breve apostólico datado de 18 de fevereiro de 1713; recebeu o barrete vermelho em 21 de abril de 1713, na Colegiada de São João Batista, Varsóvia, do rei Augusto II da Polônia; recebeu o chapéu vermelho em 14 de março de 1715; e o título de Ss. Nereo ed Achilleo, 1º de abril de 1715. Participou do conclave de 1721, que elegeu o Papa Inocêncio XIII. Participou do conclave de 1724, que elegeu o Papa Bento XIII. Optou pelo título de Ss. XII Apostoli, 29 de janeiro de 1725. Participou do conclave de 1730, que elegeu o Papa Clemente XII. Renunciou ao governo da arquidiocese por gravi motivi di salute(graves motivos de saúde) (uma apoplexia), 6 de dezembro de 1736. Não participou do conclave de 1740, que elegeu o Papa Bento XIV.
Morreu em Milão em 13 de dezembro de 1740, em seu palácio na via Unione. Sepultado na igreja de S. Giovanni in Conca, dos Carmelitas da Congregação de Mântua. A igreja foi demolida em 1949 e apenas a cripta foi preservada.